# Vladimir Soukhobokov
Vladimir Leonidovitch Soukhobokov (Владимир Леонидович Сухобоков), né le 23 juillet 1910 à Rogatchiov (gouvernement de Moguilev) et mort le 12 juin 1973 à Moscou (URSS), est un réalisateur soviétique qui fut aussi professeur de théâtre. Il était membre du PCUS depuis 1954.

## Biographie
Vladimir Soukhobokov est diplômé du département de cinéma de l'Institut théâtral de Léningrad. Il travaille comme assistant réalisateur, réalisateur en second et spécialiste du montage pour les studios Soïouzkino, Belgoskino, Soïouzdetfilm, Lenfilm, TsOKS (pendant la Grande Guerre patriotique). Il réalise des films documentaires et de vulgarisation scientifique et de doublages.
À partir de 1952, il est enseignant titulaire à la chaire de montage de la faculté de réalisation cinématographique de l'université de cinéma Guerassimov. 
Il meurt le 12 juin 1973 à Moscou.

## Filmographie

### Réalisateur
- 1945 — C'était dans le Donbass (Это было в Донбассе), avec Leonid Loukov
- 1948 — La Cravate rouge (Красный галстук), avec Maria Saouts
- 1952 — Loups et Brebis (Волки и овцы), d'après la pièce éponyme d'Ostrovski (Théâtre Maly)
- 1952 — Le Plus malin s'y laisse prendre (На всякого мудреца довольно простоты), d'après Ostrovski
- 1957 — Patrouille de nuit (Ночной патруль)
- 1959 — L'Ami pied-bot (Косолапый друг)
- 1964 — Tout pour vous (Всё для вас)
- 1965 — Le Tuyau abandonné (Брошенная трубка)

## Distinctions
- 1948 — Diplôme d'honneur du comité central du Komsomol pour son travail pour le film La Jeune Garde (Молодая гвардия)
- 1966 — Travailleur culturel émérite de la RSFSR
- 1966 — Artiste honoré de la RSS turkmène